# Spyros Fourlanos
Spyros Fourlanos (gr. Σπύρος Φουρλάνος; Atene, 19 novembre 1993) è un calciatore greco, centrocampista svincolato.

## Caratteristiche tecniche
Molto agile e bravo nel recuperar palla; ricopre il ruolo di mediano e può anche essere impiegato come esterno destro di centrocampo.

## Carriera

### Club
Ha giocato nella prima divisione greca.

### Nazionale
Ha giocato nelle nazionali giovanili greche Under-17 ed Under-19 (con quest'ultima nel 2012 ha anche perso la finale degli Europei di catgoria).
Ha partecipato ai Mondiali Under-20 del 2013; ha inoltre giocato tre partite con la maglia della nazionale Under-21 greca.

## Palmarès

### Club

#### Competizioni nazionali
- Souper Ligka Ellada 2: 1

Iōnikos: 2020-2021